# NN-284
La carretera NN‑284 es una vía departamental secundaria ubicada en el departamento de Managua. Con una longitud de 7.24 kilómetros, conecta el empalme de acceso principal hacia Pochomil Viejo con esta playa, sirviendo como acceso turístico costero. Su trazado es completamente asfaltado, aunque no se tiene una fecha exacta confirmada de su inauguración pública.

## Trazado y cruces
La siguiente tabla muestra su recorrido, localidades y principales conexiones:
| km   | Localidad                | Departamento | Conexión / Ruta |
| ---- | ------------------------ | ------------ | --------------- |
| 0.0  | Empalme a Pochomil Viejo | Managua      |                 |
| 3.4  | Zona costera intermedia  | Managua      |                 |
| 7.24 | Pochomil Viejo           | Managua      |                 |